# 김수창
김수창(金秀昶, 1962년 9월 4일 ~ )은 대구지검 경북 포항지청장 등을 거쳐 제주지검장 직책을 지낸 대한민국의 법조인이다.

## 주요 이력
서울특별시 출신으로 고려대학교 사범대학 부속고등학교를 1981년에 졸업하고 연세대학교 법학과를 1985년에 나왔으며 사법시험 29회, 사법연수원 19기이다.

## 경력
- 대검 검찰연구관
- 광주지검 부부장검사
- 서울중앙지검 부부장검사(헌법재판소 파견검사)
- 대검찰청 공판송무과장
- 대검찰청 감찰1과장
- 인천지검 제2차장검사
- 2009.01 ~ 2009.08 제12대 대구지방검찰청 포항지청 지청장
- 2009 부산지방검찰청 제2차장검사
- 법무연수원 연구위원
- 2013.04 ~ 2013.12 대구고등검찰청 차장검사
- 2013.12 ~ 2014.08 제61대 제주지방검찰청 지검장
- 2015.09 ~ 김수창법률사무소 변호사

## 김수창의 간호사 비하 관련 논란

### 김수창의 간호사 비하에 대한 개관
2012년 11월에 경찰의 수사권독립문제로 검찰과 경찰이 갈등을 빚은 적이 있다.
검찰의 수사지휘권을 경찰에 위임하여 검찰은 기소만 하고 경찰이 수사의 모든 것을 담당하도록 하자는 일이다.
당시 부장검사급 검사의 거액수수 의혹을 수사하기 위해 검찰은 김수창을 특임검사에 임명하였다.
그는 검사로서 경찰의 수사권독립에 반대하였다.
그러면서 검사는 의사, 경찰은 간호사에 비유하였다.

### 김수창의 간호사 비하에 대한 발언
- 검찰이 경찰보다 법률을 더 잘 아니까 수사지휘권은 검찰이 가지고 있는 것이다.검사와 경찰은 수사지휘관계이다.
- "수사지휘는 검사가 경찰보다 나서 수사지휘 하는 것이다.의학적 지식은 의사가 간호사보다 낫다.

- 사법시험을 왜 보고, 검사를 왜 뽑나?

- 수술을 의사가 하지 간호사가 안하지 않나?마찬가지로 수사지휘는 경찰이 아닌 검사가 해야 한다.

### 김수창의 간호사 비하 발언에 대한 경찰관들의 반응

#### 서울특별시 도봉경찰서 황정인 수사과장의 반응
2012년 11월 12일에 CBS '김현정의 뉴스쇼'에 출연하여서 이러한 반응을 보였다.
- "이번에 검찰이 특임검사를 임명한 것은 명분도 없고 실리도 없는 아주 잘못된 것"

- "검찰 역사에 아주 부끄러운 얼룩으로 남을 것이다"
- "굳이 경찰에서 하는 걸 검찰이 특임까지 지정해서 하는 이유가 뭐겠느냐"

- "꼬리 자르기나 혹시 몸통이 더 있는 것 아니냐는 의혹을 벗어날 수가 없을 것"이라고 주장했다.
- "이번 사건은 검찰의 비뚤어진 특권의식에서 비롯됐다고 생각한다"

- "'검찰은 검찰 이외의 기관으로부터는 수사를 받을 수 없다'는 초법적인 발상을 하는 것 같다"
- "각자 수사하는 독립된 주체인데 대단히 부적절한 비유"라며 "검사가 경찰보다 수사를 더 잘한다든지 법률지식이 낫다는 말을 처음 들어본다"(검찰과 경찰을 각각 의사, 간호사에 비유한 김수창 특임검사의 발언에 대해서)
- "누구라도 자기 식구를 자기가 수사하는 게 더 공정할 것이라고 보기는 어렵다"

- "언제까지 이렇게 검찰의  횡포에 당하고 있을거냐 하는 정서가 일선경찰 사이에많이 있다"

#### 경상남도 마산 동부경찰서 양영진 경감의 반응
자신의 페이스북에 이런 반응을 올렸다.
- "대한민국에는 두 종류의 시민이 있다. 하나는 특임검사의 수사를 받는 '특임시민'이고 또 다른 하나는 경찰의 수사를 받아야만 하는 '보통시민'"

#### 서울 시내 경찰서의 한 경찰관의 반응
- "검찰의 행태는 전형적인 꼼수"

- "법률 지식이 풍부하다는 것과 수사를 잘한다는 것은 다른 영역인데, 검사가 경찰 위에 있다는 생각 자체가 시대에 역행하는 구태"

#### 또 다른 경찰관의  반응
- ""사건 수사 기록을 경찰이 다 갖고 있는데 법원은 무엇을 근거로 압수수색 영장을 발부할 수 있었겠느냐"(2012년 11월 9일에 임명된 특임검사가 이틀만에 해당 검사의 사무실과 집을 압수수색한 것과 관련해서)

- ""같은 법조인이라고 검찰 편의를 봐준 것 아니냐"

### 김수창의 간호사 비하 발언에 대한 간호사들의 반응
대한간호협회는 매우 불쾌한 반응을 보였다.
- 공개사과의 요구 :검찰간부 비리 의혹을 수사중인 김수창 특임검사가 검찰을 의사에, 경찰을 간호사에 각각 비유하는 발언을 한 데 대해 2012년 11월 12일에 '김수창 특임검사는 간호사 비하 발언을 즉각 인정하고 공개 사과하라!'라는 성명서를 발표해 공개 사과를 요구했다.

- 간호사들의 입장에 대한 발표 :  부장검사급 검찰간부의 거액수수 의혹을 수사하기 위해 검찰이 긴급 투입한 김 특임검사가 지난 2012년 11월 11일 언론브리핑을 통해 간호사를 비하하는 비유를 서슴지 않은 것에 대해 전국 30만 간호사와 함께 사회정의를 실천해온 검찰에 대한 실망감을 금치 못한다.

- 간호사가  전문직을 부정 : 김수창 특임검사의 간호사 비하 발언은 간호전문인으로서 지금까지 가져왔던 모든 간호사의 소명의식과 자긍심을 한꺼번에 무너뜨린 위험한 발언이다.

- 김수창에 대한 경고 : 김수창 특임검사의 책임 없는 발언은 그동안 상호신뢰 속에 쌓아왔던 의사와의 협력관계뿐 아니라 국민건강을 해치는 무책임한 발언임을 전국 30만 간호사의 이름으로 경고한다.

- 여성에 대한 모독 : 김수창  특임검사의 이번 간호사를 비하한 발언은 이 땅의 간호전문직뿐 아니라 여성전문직 발전을 통한 여권의 신장을 해치는 일이며 우리나라 여성 전체를 비하한 것이나 다름없다.
- ' 檢·警은 의사·간호사' 특임검사 발언 논란
- "검사는 의사고, 경찰은 간호사라고?"
- '이런 막말이…' 간호사들 폭발하다
- <검·경 이중수사에 일선경찰 '부글부글'>
- 2012년 검·경 수사 갈등 때 "수술을 간호사한테 맡기나"

## 기타 이외 논란
2014년 8월 13일에 길거리에서 자위행위를 한 혐의로 공연음란혐의로 체포되었다. 체포 당시 김 전 지검장은 "사실이 아니며 비슷한 사람과 오인한 것"이라고 주장하였으나, 같은 달 22일에 본인의 혐의를 인정하고 사과하였다.
그 해 11월 25일 김수창 전 제주지검장의 길거리 음란행위 사건에 대해 검찰은 기소유예 결정을 내렸다. 제주지방검찰청은 광주고등검찰청의 시민위원회에서 김 전 지검장에 대해 치료를 전제로 기소유예 의견을 제시했다며, 이를 받아들여 기소유예 결정을 내렸다. 또한 검찰은 김 전 지검장의 범행 장소가 길거리였고 목격자가 있는만큼 공연음란 혐의는 인정된다고 밝혔다. 다만, 검찰은 김 전 지검장의 길거리 음란행위가 이른바 바바리맨처럼 타인에게 보여주기 위한 행위가 아닌 성선호성 장애로 인한 병리현상이라고 덧붙였다.